# Adja Soumano
Adja Soumano (* im 20. Jahrhundert) ist eine Sängerin aus Mali, die in Mali sehr bekannt ist und in Mandingue singt.

## Auszeichnungen
- 2004: Trophées de la musique au Mali – Tamani d’Or
- 2005: KORA All Africa Music Awards – Künstlerin des Jahres & Beste Künstlerin Westafrikas

## Diskographie
- Adja Soumano
- Aigles du Mali
- Kokabéré (2004)

| Personendaten    | Personendaten      |
| ---------------- | ------------------ |
| NAME             | Soumano, Adja      |
| KURZBESCHREIBUNG | malische Musikerin |
| GEBURTSDATUM     | 20. Jahrhundert    |
| GEBURTSORT       | Mali               |